# Thelypodiopsis ambigua
Thelypodiopsis ambigua là một loài thực vật có hoa trong họ Cải. Loài này được (S. Watson) Al-Shehbaz miêu tả khoa học đầu tiên năm 1973.